# New Orleans Pelicans 2018-2019
La stagione 2018-2019 dei New Orleans Pelicans è stata la 17ª stagione della franchigia nella NBA.

## Draft
| Giro | Scelta | Giocatore | Ruolo | Nazionalità | Università/Squadra       |
| ---- | ------ | --------- | ----- | ----------- | ------------------------ |
| 2    | 51     | Tony Carr | P     | Stati Uniti | Penn State Nittany Lions |

## Roster
| \| Pos. \| Num. \| Naz. \| Nome \| Altezza \| Peso \| Data nascita \| Provenienza \| \| ---- \| ---- \| ---------------------- \| -------------------- \| ------- \| ------ \| ------------ \| ------------------- \| \| G \| 9 \| Lettonia (bandiera) \| Bertāns, Dairis \| 193 cm \| 91 kg \| 09–09–1989 \| Lettonia \| \| G/AP \| 5 \| Stati Uniti (bandiera) \| Bluiett, Trevon (TW) \| 196 cm \| 98 kg \| 04–11–1994 \| Xavier \| \| G \| 2 \| Stati Uniti (bandiera) \| Clark, Ian \| 190 cm \| 79 kg \| 07–03–1991 \| Belmont \| \| AG/C \| 23 \| Stati Uniti (bandiera) \| Davis, Anthony \| 211 cm \| 115 kg \| 11–03–1993 \| Kentucky \| \| AG \| 13 \| Mali (bandiera) \| Diallo, Cheick \| 206 cm \| 99 kg \| 13–09–1996 \| Kansas \| \| AP \| 44 \| Stati Uniti (bandiera) \| Hill, Solomon \| 201 cm \| 102 kg \| 18–03–1991 \| Arizona \| \| G \| 11 \| Stati Uniti (bandiera) \| Holiday, Jrue \| 193 cm \| 93 kg \| 12–06–1990 \| UCLA \| \| G \| 15 \| Stati Uniti (bandiera) \| Jackson, Frank \| 191 cm \| 93 kg \| 04–05–1998 \| Duke \| \| AP \| 3 \| Stati Uniti (bandiera) \| Johnson, Stanley \| 201 cm \| 111 kg \| 29–05–1996 \| Arizona \| \| AP \| 21 \| Stati Uniti (bandiera) \| Miller, Darius \| 203 cm \| 102 kg \| 21–03–1990 \| Kentucky \| \| G \| 55 \| Stati Uniti (bandiera) \| Moore, E'Twaun \| 193 cm \| 87 kg \| 25–02–1989 \| Purdue \| \| C \| 8 \| Stati Uniti (bandiera) \| Okafor, Jahlil \| 211 cm \| 118 kg \| 15–12–1995 \| Duke \| \| G \| 4 \| Stati Uniti (bandiera) \| Payton, Elfrid \| 193 cm \| 84 kg \| 22–02–1994 \| Louisiana–Lafayette \| \| AG \| 30 \| Stati Uniti (bandiera) \| Randle, Julius \| 206 cm \| 113 kg \| 29–11–1994 \| Kentucky \| \| G/AP \| 34 \| Stati Uniti (bandiera) \| Williams, Kenrich \| 201 cm \| 95 kg \| 02–12–1994 \| Texas Christian \| \| AG \| 35 \| Stati Uniti (bandiera) \| Wood, Christian \| 211 cm \| 100 kg \| 27–09–1995 \| UNLV \| | Allenatore - Alvin Gentry Assistente/i - Darren Erman - Chris Finch - Kevin Hanson - Fred Vinson - Mike Penberthy (Assistant/Player Development) Legenda - (C) Capitano - (FA) Free agent - (S) Sospeso - (TW) Contratto Two-way - (GL) Assegnato a squadra G League affiliata - Infortunato Roster • Transazioni · Ultima transazione: 2019–03–20 |                        |                      |         |        |              |                     |
| Pos. | Num. | Naz.                   | Nome                 | Altezza | Peso   | Data nascita | Provenienza         |
| G | 9 | Lettonia (bandiera)    | Bertāns, Dairis      | 193 cm  | 91 kg  | 09–09–1989   | Lettonia            |
| G/AP | 5 | Stati Uniti (bandiera) | Bluiett, Trevon (TW) | 196 cm  | 98 kg  | 04–11–1994   | Xavier              |
| G | 2 | Stati Uniti (bandiera) | Clark, Ian           | 190 cm  | 79 kg  | 07–03–1991   | Belmont             |
| AG/C | 23 | Stati Uniti (bandiera) | Davis, Anthony       | 211 cm  | 115 kg | 11–03–1993   | Kentucky            |
| AG | 13 | Mali (bandiera)        | Diallo, Cheick       | 206 cm  | 99 kg  | 13–09–1996   | Kansas              |
| AP | 44 | Stati Uniti (bandiera) | Hill, Solomon        | 201 cm  | 102 kg | 18–03–1991   | Arizona             |
| G | 11 | Stati Uniti (bandiera) | Holiday, Jrue        | 193 cm  | 93 kg  | 12–06–1990   | UCLA                |
| G | 15 | Stati Uniti (bandiera) | Jackson, Frank       | 191 cm  | 93 kg  | 04–05–1998   | Duke                |
| AP | 3 | Stati Uniti (bandiera) | Johnson, Stanley     | 201 cm  | 111 kg | 29–05–1996   | Arizona             |
| AP | 21 | Stati Uniti (bandiera) | Miller, Darius       | 203 cm  | 102 kg | 21–03–1990   | Kentucky            |
| G | 55 | Stati Uniti (bandiera) | Moore, E'Twaun       | 193 cm  | 87 kg  | 25–02–1989   | Purdue              |
| C | 8 | Stati Uniti (bandiera) | Okafor, Jahlil       | 211 cm  | 118 kg | 15–12–1995   | Duke                |
| G | 4 | Stati Uniti (bandiera) | Payton, Elfrid       | 193 cm  | 84 kg  | 22–02–1994   | Louisiana–Lafayette |
| AG | 30 | Stati Uniti (bandiera) | Randle, Julius       | 206 cm  | 113 kg | 29–11–1994   | Kentucky            |
| G/AP | 34 | Stati Uniti (bandiera) | Williams, Kenrich    | 201 cm  | 95 kg  | 02–12–1994   | Texas Christian     |
| AG | 35 | Stati Uniti (bandiera) | Wood, Christian      | 211 cm  | 100 kg | 27–09–1995   | UNLV                |

## Classifiche

### Southwest Division
| Southwest Division    | Southwest Division | Southwest Division | Southwest Division | Southwest Division | Southwest Division | Southwest Division | Southwest Division | Southwest Division |
| Squadra               | V                  | S                  | V%                 | PR                 | Casa               | Trasf              | Div                | PG                 |
| --------------------- | ------------------ | ------------------ | ------------------ | ------------------ | ------------------ | ------------------ | ------------------ | ------------------ |
| y – Houston Rockets   | 53                 | 29                 | .646               | 4,0                | 31–10              | 22–19              | 10–6               | 82                 |
| x – San Antonio Spurs | 48                 | 34                 | .585               | 9,0                | 32–9               | 16–25              | 10–6               | 82                 |
| Memphis Grizzlies     | 33                 | 49                 | .402               | 24,0               | 21–20              | 12–29              | 8–8                | 82                 |
| N.O. Pelicans         | 33                 | 49                 | .402               | 24,0               | 19–22              | 14–27              | 8–8                | 82                 |
| Dallas Mavericks      | 33                 | 49                 | .402               | 24,0               | 24–17              | 9–32               | 3–13               | 82                 |

### Western Conference
| Western Conference | Western Conference      | Western Conference | Western Conference | Western Conference | Western Conference | Western Conference |
| #                  | Squadra                 | V                  | S                  | V%                 | PR                 | PG                 |
| ------------------ | ----------------------- | ------------------ | ------------------ | ------------------ | ------------------ | ------------------ |
| 1                  | c – G.S. Warriors       | 57                 | 25                 | .695               | –                  | 82                 |
| 2                  | y – Denver Nuggets      | 54                 | 28                 | .659               | 3,0                | 82                 |
| 3                  | x – Portland T. Blazers | 53                 | 29                 | .646               | 4,0                | 82                 |
| 4                  | y – Houston Rockets     | 53                 | 29                 | .646               | 4,0                | 82                 |
| 5                  | x – Utah Jazz           | 50                 | 32                 | .610               | 7,0                | 82                 |
| 6                  | x – Oklahoma Thunder    | 49                 | 33                 | .598               | 8,0                | 82                 |
| 7                  | x – San Antonio Spurs   | 48                 | 34                 | .585               | 9,0                | 82                 |
| 8                  | x – L.A. Clippers       | 48                 | 34                 | .585               | 9,0                | 82                 |
|                    |                         |                    |                    |                    |                    |                    |
| 9                  | Sacramento Kings        | 39                 | 43                 | .476               | 18,0               | 82                 |
| 10                 | L.A. Lakers             | 37                 | 45                 | .451               | 20,0               | 82                 |
| 11                 | Minnesota T'wolves      | 36                 | 46                 | .439               | 21,0               | 82                 |
| 12                 | Memphis Grizzlies       | 33                 | 49                 | .402               | 24,0               | 82                 |
| 13                 | N.O. Pelicans           | 33                 | 49                 | .402               | 24,0               | 82                 |
| 14                 | Dallas Mavericks        | 33                 | 49                 | .402               | 24,0               | 82                 |
| 15                 | Phoenix Suns            | 19                 | 63                 | .232               | 38,0               | 82                 |

## Mercato

### Free Agency

#### Acquisti
| Giocatore        | Contratto               | Provenienza       |
| ---------------- | ----------------------- | ----------------- |
| Elfrid Payton    | 1 anno - $ 3 milioni    | Phoenix Suns      |
| Julius Randle    | 2 anni - $ 17,7 milioni | L.A. Lakers       |
| Trevon Bluiett   | Two-way contract        | Xavier Musketeers |
| Garlon Green     | multi-year contract     | Mons-Hainaut      |
| Kenrich Williams | multi-year contrac      | TCU Horned Frogs  |
| Troy Williams    | $ 34,183                | N.Y. Knicks       |
| Jahlil Okafor    | 2 anni - $ 3,3 milioni  | Brooklyn Nets     |
| Darius Morris    | 2 anni - $ 3,4 milioni  | R.G.V. Vipers     |
| Dairis Bertāns   | 2 marzo 2019            | Olimpia Milano    |

#### Cessioni
| Giocatore        | Motivo     | Nuova squadra      |
| ---------------- | ---------- | ------------------ |
| DeMarcus Cousins | Rilasciato | G.S. Warriors      |
| Rajon Rondo      | Rilasciato | L.A. Lakers        |
| Emeka Okafor     | Tagliato   | Philadelphia 76ers |

### Trades
| 15 ottobre 2018 | N.O. PelicansWesley Johnson | L.A. ClippersAlexis Ajinça                     |
| 6 febbraio 2019 | N.O. PelicansMarkieff Morris Scelta 2º giro Draft 2023 | Wash. WizardsWesley Johnson                    |
| 7 febbraio 2019 | N.O. PelicansStanley Johnson (Da Detroit) Jason Smith (Da Milwaukee) Scelta 2º giro Draft 2019 di Denver (Da Milwaukee) Scelta 2º giro Draft 2020 (Da Milwaukee) Scelta 2º giro Draft 2020 di Washington (Da Milwaukee) Scelta 2º giro Draft 2021 di Washington (Da Milwaukee) | Milwaukee BucksNikola Mirotić (da New Orleans) |
| 7 febbraio 2019 | Detroit PistonsThon Maker (Da Milwaukee) |                                                |

## Premi individuali
| Assegnato a   | Premio                                       | Data premio           | Ref. |
| ------------- | -------------------------------------------- | --------------------- | ---- |
| Anthony Davis | Giocatore della settimana Western Conference | 12 - 18 novembre 2018 |      |